# Indriya
Indriya (pali, sanskryt) to w buddyzmie zdolności. Termin może odnosić się do (1) duchowych zdolności lub (2) 22 zdolności.

## Pięć duchowych zdolności
W węższym znaczeniu indriya oznacza pięć duchowych zdolności, które należą to 37 warunków wyzwolenia (pali bodhipakkhiya-dhammā):
1. Wiara (saddhā)
2. Wigor (viriya)
3. Uważność (satipatthāna)
4. Skupienie (samādhi)
5. Mądrość (paññā)

Gdy zdolności te rozwinięte zostają do takiego stopnia, że posiadają cechę niezłomności nazywane są duchowymi mocami (pali bala).

## Zdolności
W szerszym znaczeniu termin indriya odnosi się do 22 częściowo fizycznych i częściowo mentalnych zjawisk
Sześć Podstaw (āyatana):
1. oko (cakkhu)
2. ucho (sota)
3. nos (ghāna)
4. język (jivhā)
5. ciało (kāya)
6. umysł (mano)

Płeć (bhava) 
1. kobiecość (citthi)
2. męskość (purisa)
3. witalność (jīvita)

Pięć Uczuć (vedanā) 
1. fizyczne przyjemne uczucie (sukha)
2. fizyczny ból (dukkha)
3. zadowolenie (somanassa)
4. smutek (domanassa)
5. obojętność (upekkhā)

Pięć Duchowych Zdolności
1. wiara (saddhā)
2. wigor (viriya)
3. uważność (sati)
4. skupienie (samādhi)
5. mądrość (paññā)

Trzy Ponad-światowe Zdolności: 
1. postanowienie: Będę wiedział to czego jeszcze nie wiem! (aññātañ-ñassāmītindriya)
2. zdolność najwyższej wiedzy (aññindriya)
3. zdolność tego, który wie (aññātāvindriya)[2].